# Rue Christine
Ne doit pas être confondu avec Rue Christine-de-Pisan.
La rue Christine est une voie située dans le quartier de la Monnaie dans le 6e arrondissement de Paris.

## Situation et accès
La rue est accessible par les lignes 4 et 10 à la station Odéon et par la ligne 4 à la station Saint-Michel et par les lignes RER B et C à la gare Saint-Michel - Notre-Dame.

## Origine du nom

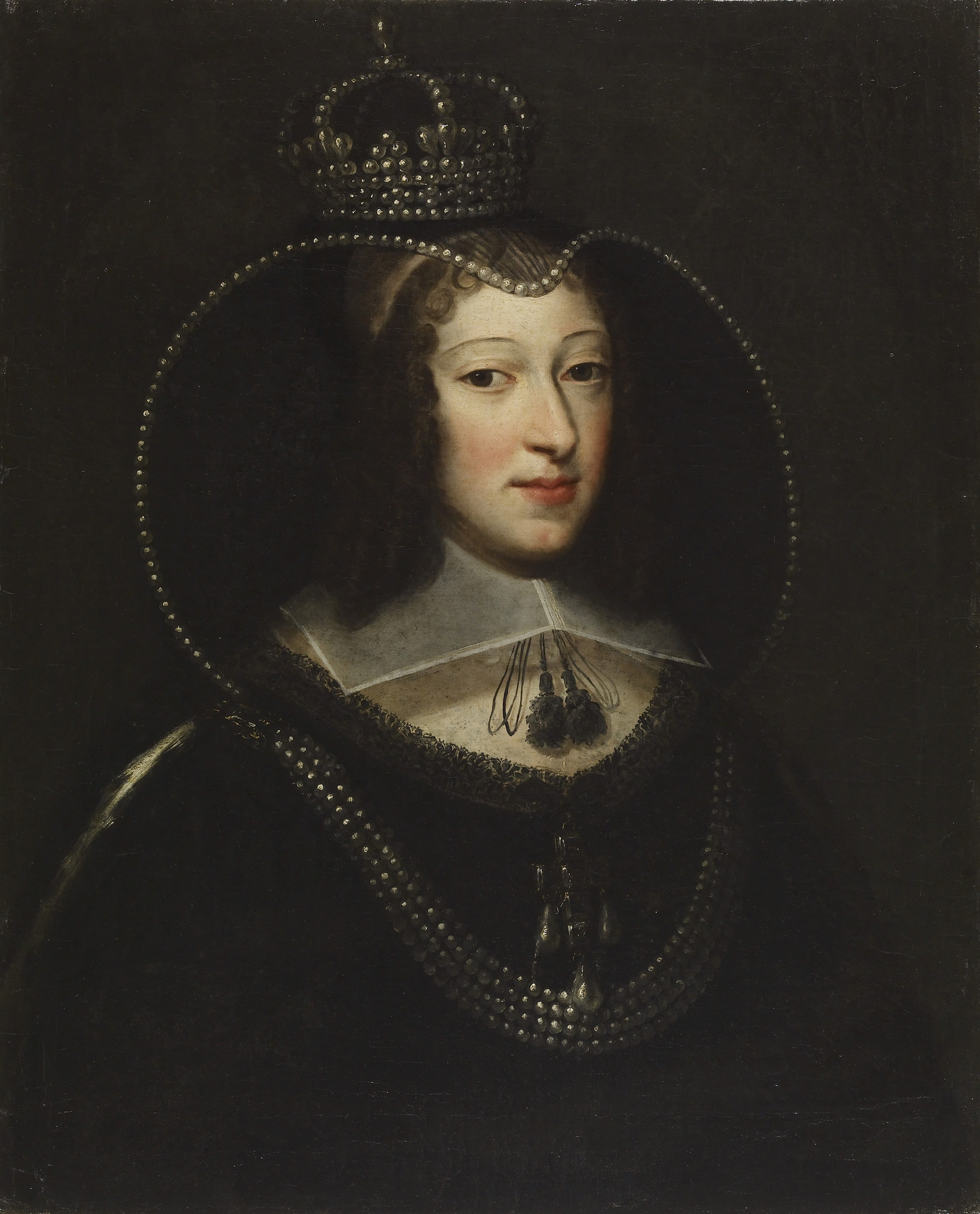
Christine de France.

Elle prend son nom de Christine de France (1606-1663), deuxième fille d’Henri IV de France et de Marie de Médicis.

## Historique
La rue est ouverte en 1607 sur l'ancien site de l'hôtel et du collège de Saint-Denis, vendus en 1595 et démolis, propriété de l'abbaye royale de Saint-Denis.
Elle est citée sous le nom de « rue Cristine » dans un manuscrit de 1636.

## Bâtiments remarquables et lieux de mémoire
- Dans cette rue se trouvait la librairie de la veuve Clouzier, active en 1732[2].
- No 3 : siège de la Société de géographie de 1853 à 1872, puis sa bibliothèque de 1872 à 1878.
- No 4 : demeure de Denis Allan, médecin de Louis XIV et, en 1780, de Jean-Louis Carnot, commissaire de l'artillerie et de la marine de Toulon. La porte d'entrée qui est du XVIIe siècle est inscrite à l'inventaire supplémentaire des monuments historiques[3]. . Aujourd'hui s'y trouve le cinéma Christine Cinéma Club.
- No 5 : imprimerie de Léon Pichon durant l'entre-deux-guerres[4] ; l'immeuble fut habité en 1938 par Gertrude Stein[5].

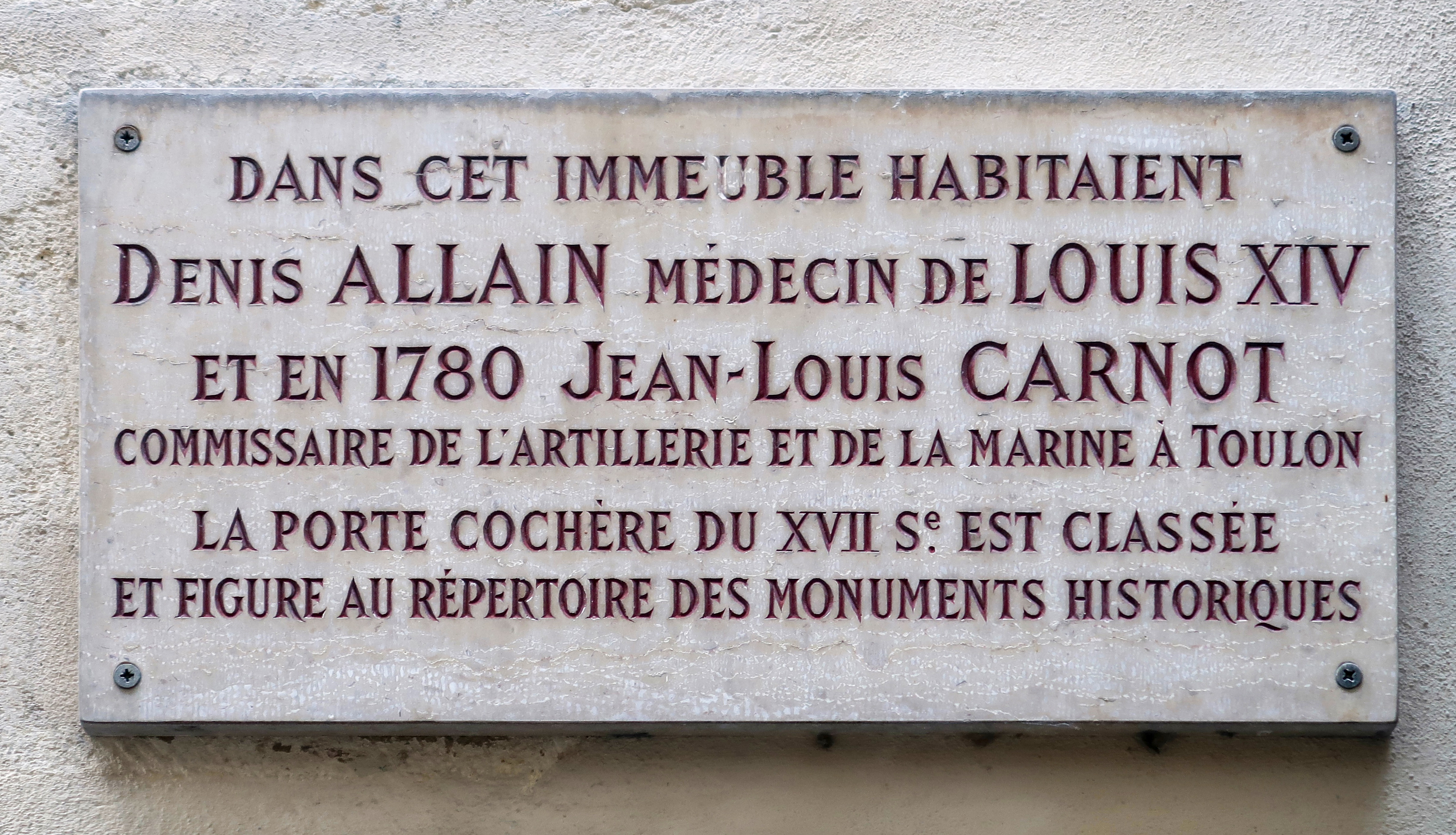
Plaque au no 4, où vécut Denis Allain, médecin de Louis XIV puis Jean-Louis Carnot, commissaire de l'artillerie et de la marine à Toulon.